# I Just Wanna Know
I Just One Know to debiutancki singel brytyjskiego wokalisty Taio Cruza, promujący jego pierwszy studyjny album Departure. Singel został wydany 6 listopada w Wielkiej Brytanii, gdzie zajął 29 miejsce na oficjalnej liście sprzedaży singli. 

## Lista utworów
CD 1 (2006)
1. "I Just Wanna Know" (radio edit)
2. "Backseat Love" (featuring Erick Sermon)

CD 2 (2006)
1. "I Just Wanna Know" (album version)
2. "I Just Wanna Know" (Wookie's Funk'd Out mix)
3. "I Just Wanna Know" (Bimbo Jones Vocal remix)
4. "I Just Wanna Know" (The Paduans remix)

Digital Download (2006)
1. "I Just Wanna Know" (Wookie acoustic mix)

Remixes (2008 Re-release)
1. "I Just Wanna Know" (Remix) (featuring Flo-Rida)
2. "I Just Wanna Know" (Remix) (featuring Fabolous)
3. "I Just Wanna Know" (Remix) (featuring Tweet)

## Pozycje na listach
| Lista przebojów (2006)                                   | Najwyższa pozycja |
| -------------------------------------------------------- | ----------------- |
| Polska Polish TOP 50                                     | 24                |
| Wielka Brytania UK Singles (The Official Charts Company) | 29                |